# Parafia św. Michała Archanioła w Miączynie
Parafia Świętego Michała Archanioła w Miączynie – parafia należąca do dekanatu Grabowiec diecezji zamojsko-lubaczowskiej. Została utworzona w 1977. Mieści się przy ulicy Grabowieckiej. Prowadzą ją księża diecezjalni.
Do parafii należą wierni z następujących miejscowości: Miączyn, Miączyn-Kolonia, Miączyn-Stacja i Ministrówka.